# روبرت كينغستون
روبرت تشارلز كينغستون (بالإنجليزية: Robert Kingston)‏ (مواليد 16 يوليو 1928 - الوفاة 28 فبراير 2007)، كان جنرال في القوات البرية الأمريكية، وشغل منصب قائد القيادة المركزية الأمريكية للفترة ما بين 1 يناير 1983 حتى 27 نوفمبر 1985.